# Ilex karuaiana
Ilex karuaiana är en järneksväxtart som beskrevs av Julian Alfred Steyermark. Ilex karuaiana ingår i släktet järnekar, och familjen järneksväxter. Inga underarter finns listade i Catalogue of Life.